# Tour del Egeo
El Tour del Egeo (en inglés: Tour of Aegean) es una carrera ciclista por etapas turca. Creada en 2015, forma parte del UCI Europe Tour desde 2015, en categoría 2.2. 

## Palmarés
| Año  | Ganador     | Segundo        | Tercero            |
| ---- | ----------- | -------------- | ------------------ |
| 2015 | Ahmet Örken | Feritcan Şamlı | Bekir Baki Akirsan |

## Palmarés por países
| País    | Victorias |
| ------- | --------- |
| Turquía | 1         |